# Veštačka inteligencija: moderni pristup
Veštačka inteligencija: moderni pristup (Artificial Intelligence: A Modern Approach, AIMA) je univerzitetski udžbenik o veštačkoj inteligenciji, koji su napisali Stjuart Dž. Rasel i Piter Norvig. Prvi put je objavljen 1995. godine, a četvrto izdanje knjige objavljeno je 28. aprila 2020. godine.
AIMA je nazvana „najpopularnijim udžbenikom veštačke inteligencije na svetu“, i smatra se standardnim tekstom u oblasti veštačke inteligencije. Prema podacima iz 2023. godine, ovaj udžbenik se koristio na preko 1500 univerziteta širom sveta, i ima preko 59.000 citata na Gugl Skolaru.
AIMA je namenjena studentima dodiplomskih studija, ali se može koristiti i za postdiplomske studije sa predlogom da se dodaju neki od primarnih izvora navedenih u obimnoj bibliografiji.

## Sadržaj
AIMA daje detaljne informacije o radu algoritama u veštačkoj inteligenciji. Poglavlja knjige se protežu od klasičnih VI tema kao što su algoritmi za pretragu i logika prvog reda, propozicionalna logika i probabilističko rezonovanje do naprednih tema kao što su sistemi sa više agenata, problemi sa zadovoljenjem ograničenja, problemi optimizacije, veštačke neuronske mreže, duboko učenje, podržano učenje i kompjuterski vid.

### Izvorni kod
Autori obezbeđuju GitHub spremište sa implementacijama raznih vežbi i algoritama iz knjige na različitim programskim jezicima. Programi u knjizi su predstavljeni u pseudo kodu sa implementacijama u Javi, Pajtonu, Lispu, JavaSkriptu i Skali dostupnim na mreži.

## Spoljašnje veze
- „AIMA” (1st изд.). S Russell.
- „AIMA”. Computer Science Division (4th изд.). Berkeley CoE.
- Pollack, Martha E. (1995-09-15). „Artificial Intelligence -- A Modern Approach -- A Review”. AI Magazine. 16 (3): 73—73. ISSN 2371-9621. doi:10.1609/aimag.v16i3.1153.